# Louis Guss
Louis Guss (New York, 4 januari 1918 – aldaar 29 september 2008) was een Amerikaans acteur.

## Biografie
Guss begon in 1957 met acteren in de televisieserie Decoy. Hierna heeft hij nog meer dan 100 rollen gespeeld in televisieseries en films zoals The Godfather (1972), The Odd Couple (1973-1975), Maude (1972-1976), Highlander (1986), Moonstruck (1987), Girlfight (2000) en Find Me Guilty (2006).
Guss stierf op 29 september 2008 op negentigjarige leeftijd aan een natuurlijke dood in zijn woonplaats New York en had een vrouw en een zoon.

## Filmografie

### Films
Selectie:
- 2006 Find Me Guilty – als rechtbankklerk
- 2000 The Crew – als Jerry Fungo
- 2000 Girlfight – als Don
- 1999 The Yards – als Nathan Grodner
- 1996 Night Falls on Manhattan – als rechtbankklerk
- 1989 Slaves of New York – als Vardig
- 1986 Highlander – als krantenverkoper
- 1977 New York, New York – als Frankie Harte Band lid
- 1976 Nickelodeon – als Dinsdale
- 1975 Lucky Lady – als Bernie
- 1974 Harry and Tonto – als Dominic Santosi
- 1974 Crazy Joe – als Magliocco
- 1973 The Laughing Policeman – als Gus Niles / Andrew Medford
- 1972 The Godfather – als Don Zaluchi
- 1963 Love with the Proper Stranger – als Flooey

### Televisieseries
Uitgezonderd eenmalige gastrollen.
- 2001 – 2002 100 Centre Street – als Bailiff – 3 afl.
- 1994 Chicago Hope – als Joseph Collito – 2 afl.
- 1991 The Man in the Family – als oom Bennie – 7 afl.
- 1989 Father Dowling Mysteries – als mr. Corbini – 2 afl.
- 1988 The Bronx Zoo – als Lustgarten – 2 afl.
- 1987 I'll Take Manhattan – als krantenverkoper – miniserie
- 1977 The Godfather: A Novel for Television – als Don Zaluchi – miniserie

## TheaterwerkBroadway
- 1972 Captain Brassbound's Conversion - als The Cadi
- 1970 Gandhi - als Patel
- 1969 But, Seriously... - als Vincent
- 1965 Flora, The Red Menace - als Comrade Galka
- 1965 Diamond Orchid - als Portero
- 1963 Arturo Ui - als Gaffles / Butcher (understudy)
- 1963 Mother Courage and Her Children - als boer / protestantse Sergeant
- 1961-1962 The Night of the Iguana - als Jake Latta
- 1961 Once There Was a Russian - als Baron Razumni
- 1960 One More River - als Louis
- 1658 Handful of Fire - als Matias
- 1954 The Girl on the Via Flaminia - als Bologinini

- Library of Congress Control Number: no2015017574
- MusicBrainz: f01d0483-976b-4cd3-9f96-8c526f55ed22
- Virtual International Authority File: 315534097
- WorldCat: E39PBJqvW4VpP3C6mh87mGkkXd